# Rue Vital-Carles
 (février 2020).
Si vous disposez d'ouvrages ou d'articles de référence ou si vous connaissez des sites web de qualité traitant du thème abordé ici, merci de compléter l'article en donnant les références utiles à sa vérifiabilité et en les liant à la section « Notes et références ».

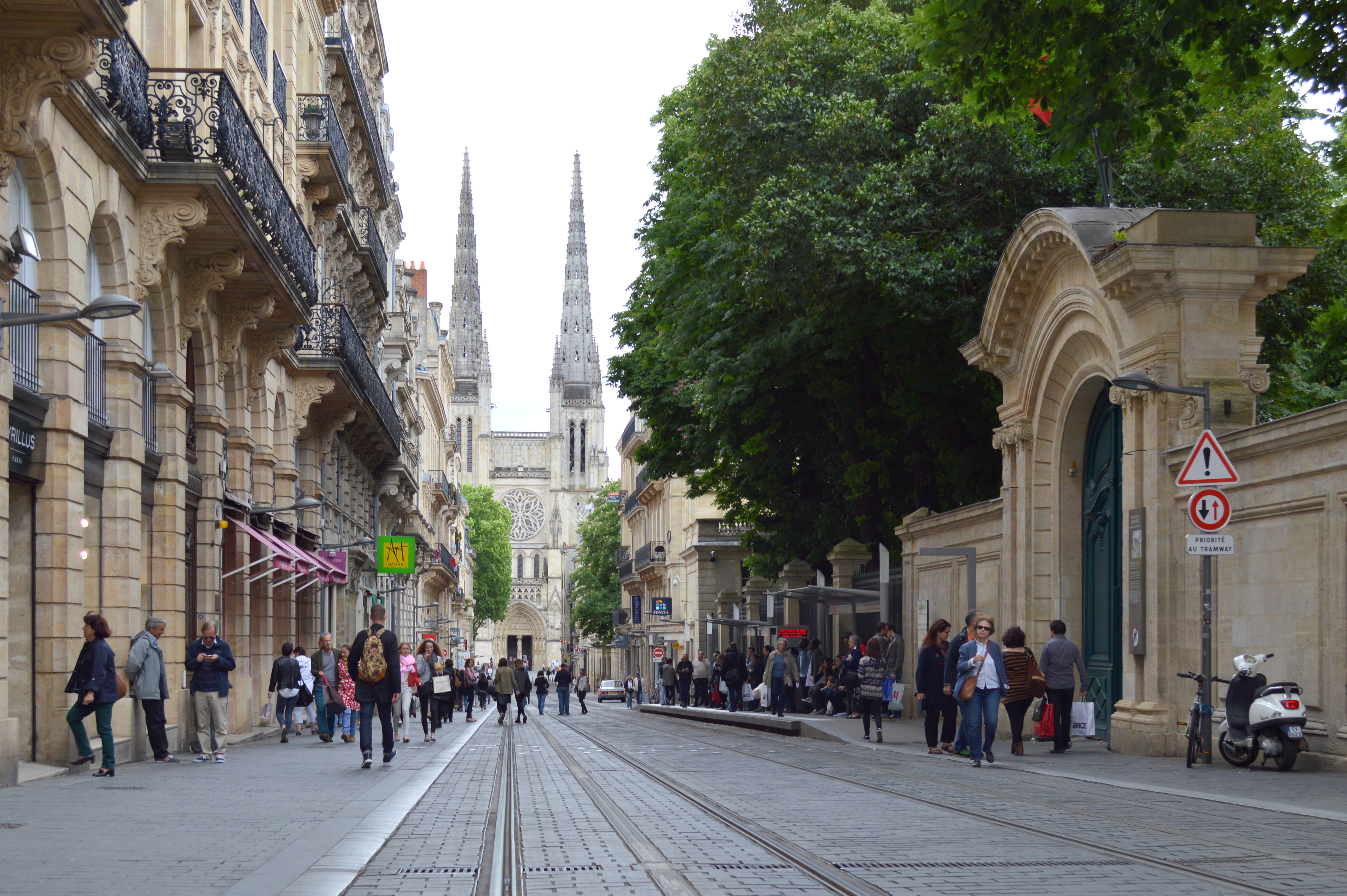
Rue Vital-Carles (2015).

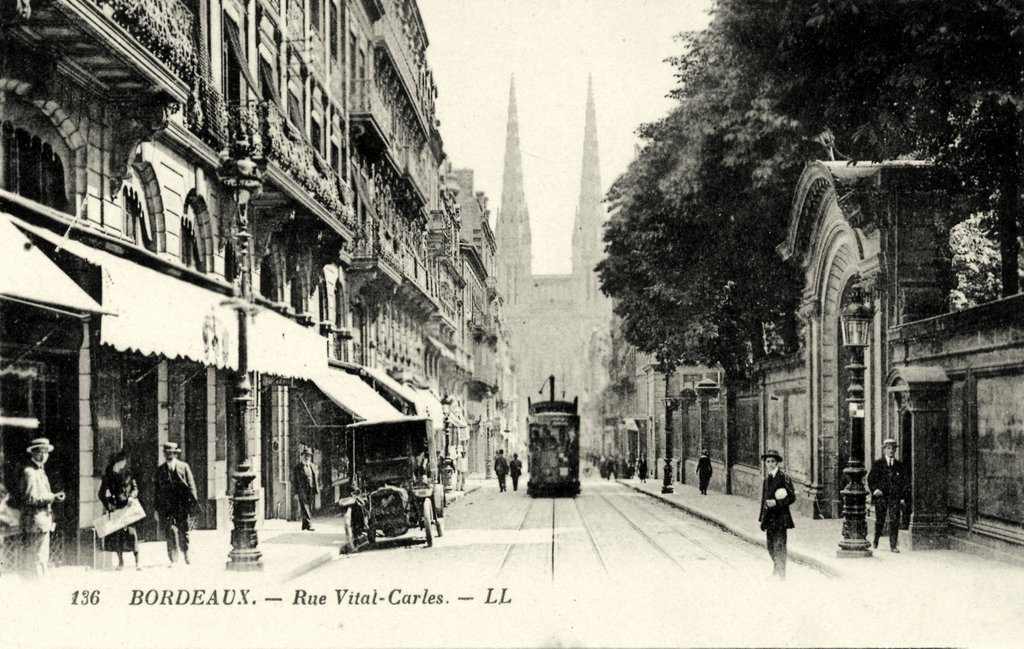

La rue Vital-Carles est une rue de Bordeaux, en France.

## Origine du nom
Elle tire son nom de Vital Carles, chantre et chanoine de la cathédrale Saint-André à Bordeaux, ville où il fonde l'hôpital Saint-André en 1390.

## Bâtiments remarquables et lieux de mémoire
La rue a accueilli notamment le président Raymond Poincaré quand le gouvernement français est venu se réfugier à Bordeaux pendant la guerre de 14-18, mais aussi le président Albert Lebrun, en juin 1940. Ce dernier a logé au numéro 29, qui abrite aujourd'hui l'hôtel du Quartier Général. C'est dans cet hôtel, où il était installé, que le général de Gaulle, le 17 juin 1940, prit la décision de partir pour Londres.
Au 17 bis est situé l'hôtel de Nesmond, résidence officielle du préfet de la Gironde et de la Nouvelle-Aquitaine.